# Hans Brun
Hans Brun (Kopervik nabij Bergen, 22 september 1834 - Eidsvoll, 22 november 1901) was een Noors zanger (tenor) en toneelacteur. De functies gingen in de 19e eeuw vaak samen, aangezien operazanger alleen als beroep onvoldoende inkomsten genereerde. In de hoedanigheid van toneelacteur speelde hij in een aantal producties van werken van Henrik Ibsen.
Hans Salvesen Brun werd geboren binnen het gezin van scheepskapitein Johan Nordahl Christensen Brun (1803-1842) en Anna Salvesen (1798-1881). Hij was een van tien kinderen. Hans Salvesen Brun huwde in 1865 fotografe Divert Dedichen Huun (1840-1910).
Hans Salvesen Brun was eerst zeeman. Vervolgens vertolkte hij rollen in Det Norske Theater (1855-1861) in Bergen. Hij maakte zijn debuut op 17 september 1855 als Groscanon in Rataplan van Ferdinand Pillwitz. In 1859 speelde hij in Ibsens Hærmændene paa Helgeland. Hij verhuisde vervolgens naar het Christiania Theater om aldaar van 1861 tot 1899 te spelen. Ondertussen volgde hij nog lessen in Kopenhagen (1866) en bij Pierre François Wartel in Parijs. Toen het Christiania Theater werd opgeheven, speelde hij nog circa vijf rollen in het Nationaltheatret. Na de toneelstukken aldaar trok hij zich terug om inspecteur te worden in Eidsvol Bad.
Op 11 december 1869 was hij als zanger te horen en zien in de Logens Zaal te Oslo in een abonnementsconcert van Otto Winter-Hjelm, alwaar hij liederen van Robert Schumann en Niels Gade zong.
- Bibsys: 10030735
- KulturNav: e0c84ad0-e225-4caf-ae6d-bf4cb267e392
- Virtual International Authority File: 231499317